# Cicurina davisi
Espèce
Cicurina davisi est une espèce d'araignées aranéomorphes de la famille des Cicurinidae.

## Distribution
Cette espèce est endémique des États-Unis. Elle se rencontre au Texas, en Arkansas et au Montana.

## Description
La femelle holotype mesure 5,00 mm.
Les mâles mesurent de 4,60 à 6,00 mm et les femelles de 4,00 à 5,50 mm.

## Systématique et taxinomie
Cette espèce a été décrite par Exline en 1936.

## Étymologie
Cette espèce est nommée en l'honneur de Louie Irby Davis.

## Publication originale
- Exline, 1936 : « Nearctic spiders of the genus Cicurina Menge. » American Museum novitates, no 850, p. 1-25 (texte intégral).